# Angelica Palli

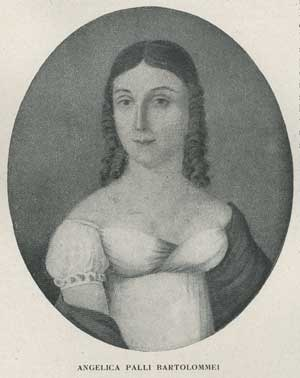
Angelica Palli Bartolommei

Angelica Palli Bartolomei (* 22. November 1798 in Livorno; † 6. März 1875 ebenda) war eine italienische Schriftstellerin und Journalistin.

## Leben
Angelica Palli wurde als Tochter griechischer Eltern geboren: Dorotea, ihre Mutter, und Panajottis Palli, ihr Vater, der seine Geburtsstadt Ioannina vor seinem zwanzigsten Lebensjahr verlassen hatte, um in die Hafenstadt Livorno zu ziehen und ein Geschäft zu eröffnen. Die Mutter Dorotea Di Giorgio war aus dem Gebiet von Sparta. Die Familie war wohlhabend. Angelica Palli erhielt eine Ausbildung bei Privatlehrern und begann schon als Jugendliche, Verse zu improvisieren.
1814 schrieb sie eine erste Tragödie, Tieste und 1819 wurde sie Mitglied der Accademia Labronica, nahm den Namen Zelmira an und hielt literarische Treffen im Salon des Elternhauses ab. Seit den frühen 1920er Jahren wurde das Haus ihres Vaters nach dem griechischen Unabhängigkeitskrieg zu einem Zentrum des Philhellenismus, wo Palli ihre Gäste nicht nur mit gelehrten Gesprächen unterhielt, sondern sich auch leidenschaftlich für die griechische Sache einsetzte. In dieser Eigenschaft knüpfte sie Beziehungen zu Giovan Pietro Vieusseux und dem Kreis der Autoren der Zeitschrift Antologia. Vieusseux lud sie zur Mitarbeit ein, doch Palli lehnte den Vorschlag ab. Für den Abend des 3. Mai 1824 ist ein Auftritt von Palli als Improvisatorin im Palazzo Buondelmonti, wo Frauen normalerweise nicht zugelassen waren, überliefert.
1831 heiratete sie Gian Paolo Bartolom(m)ei, einen Adligen korsischer Herkunft. Die Eltern waren strikt gegen die Ehe, da der junge Mann erst 19 Jahre alt war und sie über zwölf Jahre älter war, der orthodoxen Kirche angehörte und aus einer gesellschaftlich niederrangigeren Familie stammte. Palli brannte jedoch mit ihm durch, zunächst nach Rom und dann nach Korfu, wo sie im August 1831 in einer katholischen Zeremonie heirateten und im November ihr Sohn Luciano oder Lucianino geboren wurde.
In diesen Jahren schrieb Angelica Palli vor allem Prosa und Novellen mit sozialem und pädagogischem Bezug, wandte sich aber auch der bürgerlichen Literatur zu und begann, an gemäßigten Zeitungen und Zeitschriften mitzuarbeiten, insbesondere bei Silvio Gianninis La Viola del Pensiero.
Als sie 1832 mit ihrem Mann in die Toskana zurückkehrte, lebte Palli in Kontakt mit den demokratischen Kreisen des Risorgimento in Livorno: ihr Bruder Giovanni gehörte der von Buonarotti inspirierten Sekte der Veri Italiani an, der andere Bruder Michele und ihr Mann Bartolomei gehörten beide der Giovane Italia an, während Palli selbst sich für Francesco Domenico Guerrazzi einsetzte, der ihr seinen historischen Roman Battaglia di Benevento von 1845 widmete. Im Palazzo Bartolomei an den Scali del Pesce betrieb Palli eine Art kulturellen und politischen Salon. Politisch entwickelte sich das Ehepaar zum gemäßigten Liberalismus und damit vom Mazzinianismus und von Guerrazzi weg.
Doch schon zu Beginn der 1940er Jahre entfernten sich die politischen Positionen des Ehepaars Bartolomei vom Mazzinianismus, und ihre Annäherung an den  führte zu einem entscheidenden, auch persönlichen Bruch mit Guerrazzi. Es ist kein Zufall, dass Angelica in Sogno fantastico di una notte di Carnevale (Livorno 1848), einem Einakter über das Jahr 1948, ausdrücklich auf die Spaltungen innerhalb der liberalen Bewegung und den Gegensatz zwischen radikalen Demokraten und Gemäßigten, den Anhängern einer konstitutionellen Monarchie des Hauses Savoyen, hinweist.
Die gesamte Familie Bartolomei nahm am Krieg von 1848 teil und stellte auf eigene Kosten ein Freiwilligenbataillon auf. Palli reiste zu den ihren in die Kriegsgebiete: Ihre kritischen Überlegungen zu den Ereignissen, die auch in ihren Briefen an Bettino Ricasoli enthalten sind, wurden in Artikeln für Zeitungen wie L’Italia in Pisa, Il cittadino Italianoin  Livorno, und vor allem La Patria in Florenz, verarbeitet.
1851 schrieb sie Discorsi di una donna alle giovani maritate del suo paese, in denen sie die Notwendigkeit der weiblichen Bildung aufzeigt und die Rolle der Frau in Familie und Gesellschaft neu bewertet.
1853 beschloss sie, verwitwet und in bescheidenen finanziellen Verhältnissen, nach Turin zu gehen, wo sie sich wieder intensiv dem Schreiben widmete. Im Jahr 1855 wurde Le confessioni di un còrso veröffentlicht, und im folgenden Jahr schrieb sie Cenni sopra Livorno e i suoi contorni, in denen sie ihre Heimatstadt beschrieb und historische und kulturelle Informationen zusammentrug. Sie begann mit der Livorneser Zeitung L’Euterpe, einer künstlerischen und literarischen Wochenzeitung, zusammenzuarbeiten. 1857 beschloss sie, nach Livorno zurückzukehren, wo sie dann Privatunterricht gab.
Am 1. Januar 1859 begann sie mit der Herausgabe der Wochenzeitung Il Romito, was sie bis zur Ausrufung des Königreichs Italien 1861 fortsetzte und in der neben künstlerisch-literarischen Nachrichten auch politische Beiträge mit klarer Ausrichtung pro Cavour und das Haus Savoyen enthielt.
Um 1864 schrieb sie das lyrische Drama Corinna, 1968 die Novellen Ulrico e Elfrida und Il gobbo di Santa Fiora. In ihrem letzten Lebensjahrzehnt beschäftigte sie sich hauptsächlich mit didaktisch-pädagogischen Problemen, insbesondere mit denen der Frauenerziehung. Sie schrieb Componimenti drammatici, die das Leben Dantes am Hof der Scaliger beschreiben, Lello, das in 5 Akten die Wechselfälle eines Ritters des 18. Jahrhunderts erzählt und die Novelle Spiro. Angelica Palli starb am 6. März 1875 in Livorno.

## Werke (Auswahl)
- Saffo (1823)
- Poesie (1824)
- Buondelmonte Buondelmonti (1828)
- Euphrosine (1829)
- Ruggieri degli Ubaldini (1851)
- Corinna (1864)